# プエルタサウルス
プエルタサウルス（学名: Puertasaurus）は、白亜紀後期のアルゼンチン・パタゴニアに生息していたティタノサウルス類の竜脚類の属の一つ。 サンタクルス州にあるカンパニアンからマーストリヒチアン（7,600万 - 7,000万年前）のセロフォルタレーサ累層から産出している。模式種プエルタサウルス・レウイリ Puertasaurus reuili は、2001年にその標本を発見したパブロ・プエルタとサンティアゴ・レウイルへの献名である。プエルタサウルスは部分的な脊柱、1つの頚椎、1つの胴椎、そして2つの尾椎のみに基づく。

## 解剖学

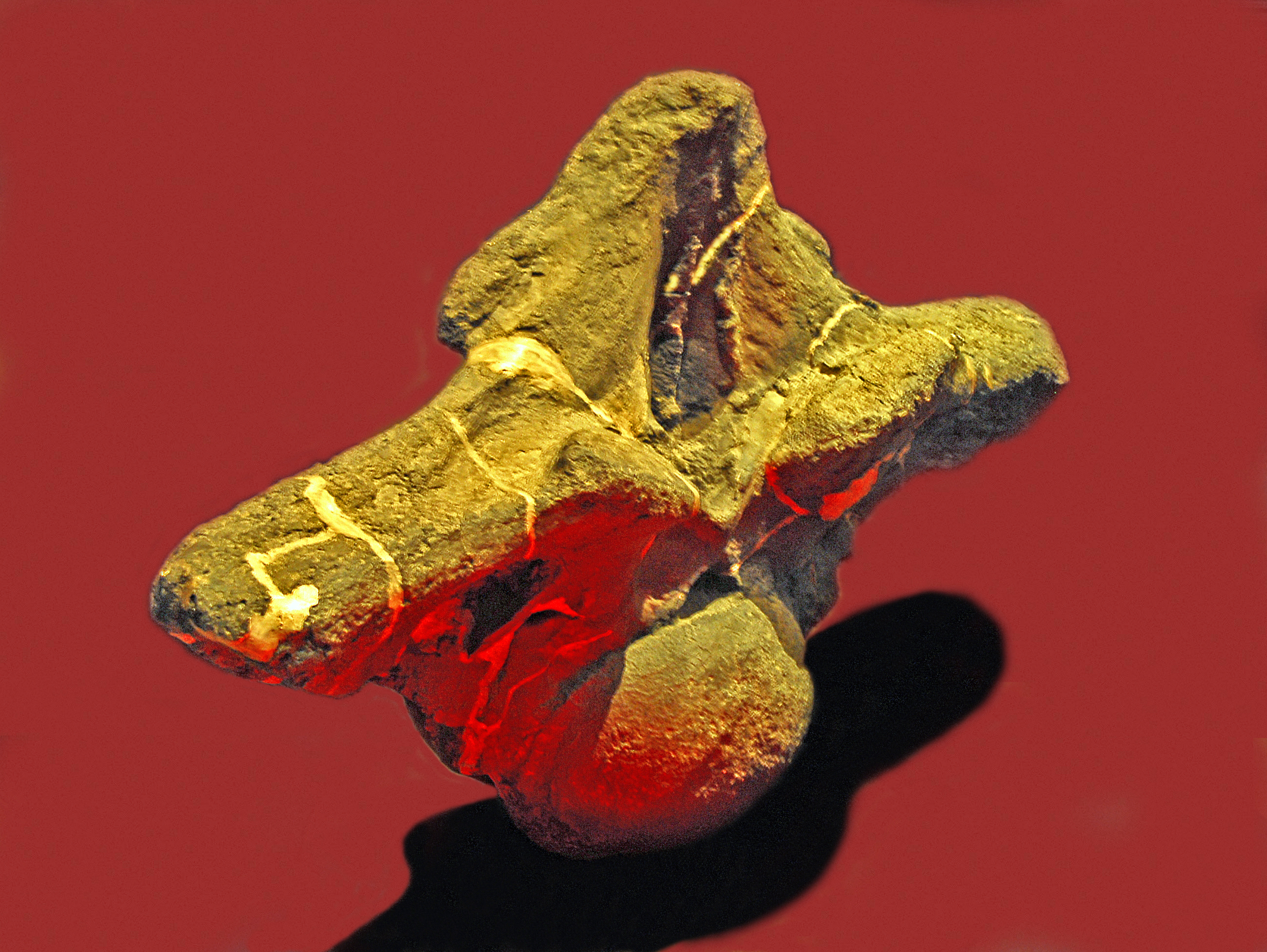
プエルタサウルスの胴椎

4つの椎骨が同時に発見され、ホロタイプ MPM 10002 を構成する。最大の物は胴椎で、高さ1.06 m、幅1.68 mである。これは既知の竜脚類の椎骨の中で最も太いものであり、肋骨を支える両側の突起の幅は世界で2番目か3番目の長さである。これらは椎骨中心と神経棘を強力に統合させ、幅広いスペード型を形成していた。アルゼンチノサウルスのような巨大竜脚類と勝るとも劣らない大きさで、控え壁(buttresses)を欠き、単純な形の横棒(cross-bar)をもっていた。

### サイズ

ヒトとのサイズ比較

プエルタサウルスを記載した古生物学者フェルナンド・ノバスは、全長約35 - 40 m、体重は80 - 100 tの間と見積もった。これは地上最大の恐竜の一つということになり、匹敵しうるのは近縁のアルゼンチノサウルスだけである。より最近のグレゴリー・ポールの考察によれば、全長は30 mで体重は少なくとも50 tと言われている 。ハートマンは、これを考慮すると全長は約27 mとやや短くなり、体重は60 - 70 tになると示唆した。

## 分類

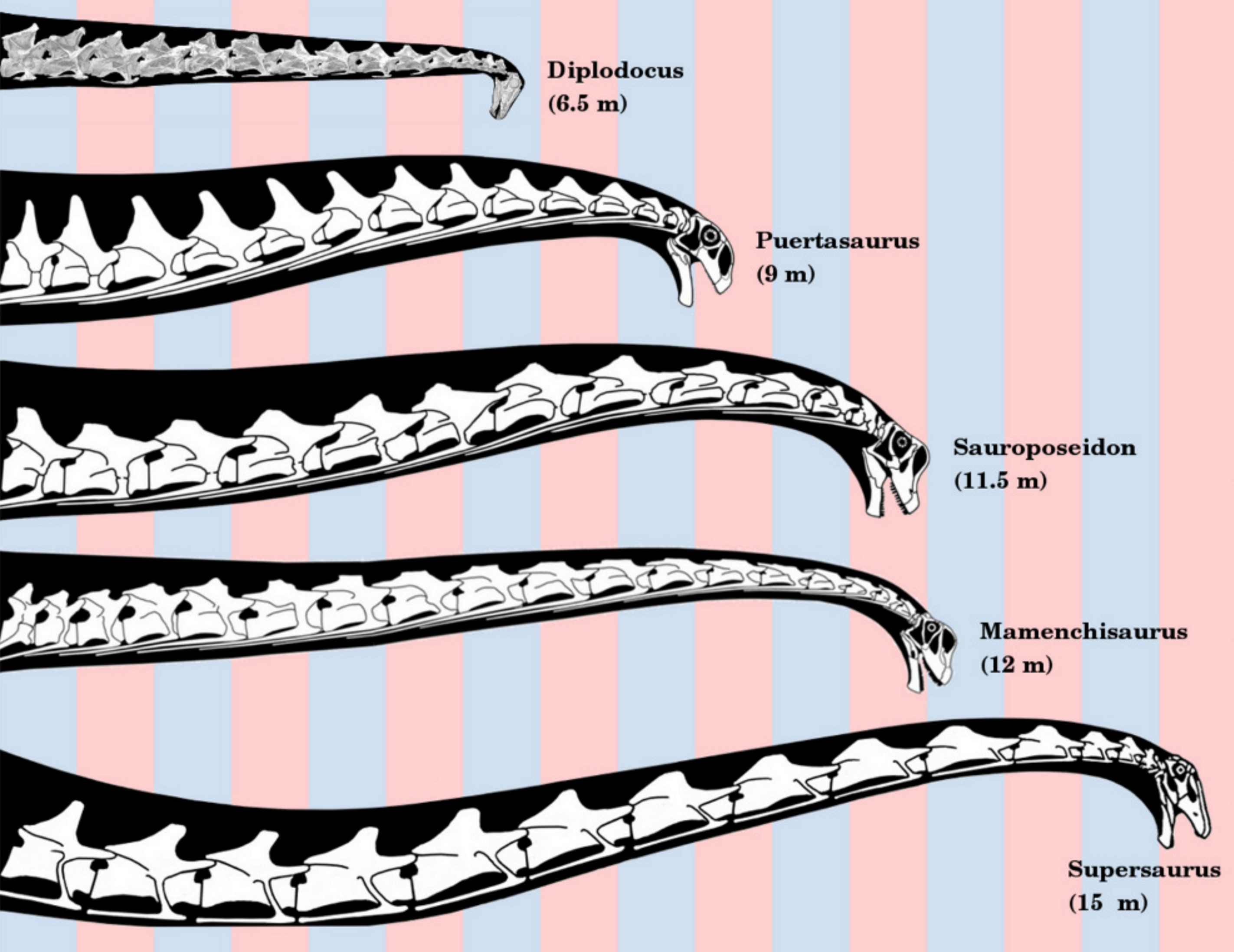
プエルタサウルスと他の竜脚類の首の復元

プエルタサウルスはティタノサウルス類の中でも、巨大なフタロンコサウルスや、それよりやや小型なメンドザサウルスが含まれるロンコサウリアに分類される。

## 地質年代及び生息環境
原記載ではパリアイケ累層（マーストリヒチアン）とされたが、南パタゴニアの層序学は一貫性がなく、後にマタアマリラ累層（セノマニアン～サントニアン）として再記載された。現在では、セロフォルタレーサ累層（カンパニアン～マーストリヒチアン）として再解釈されている。
同層からはオルコラプトルのほか、同じ大型のティタノサウルス類であるドレッドノータスが産出しており、パタゴニア南部では白亜紀末でも大型竜脚類の多様性に富んでいたことが判明している。